# Rugby Calvisano
Il Rugby Calvisano S.r.l. è un club italiano di rugby a 15 con sede a Calvisano (BS). Fondato nel 1970 come Rugby Calvisano, e divenuto società a responsabilità limitata dal 1992, nel 1999, dopo l'acquisizione del ramo senior dell'Amatori Milano, si chiamò per un periodo Amatori & Calvisano Rugby. In seguito ha riacquistato la denominazione originale.
Nel corso della sua storia è stato per sette volte campione d'Italia e si è aggiudicato tre titoli di Coppa Italia. A livello internazionale vanta la vittoria dell'unica edizione della Coppa Intercontinentale.
I colori sociali del club sono il giallo ed il nero; disputa le proprie gare interne allo stadio San Michele di Calvisano.

## Storia
Nel 1970 l'associazione culturale e ricreativa Gruppo Pesa cominciò a praticare rugby. Nel gruppo dei fondatori figuravano Alfredo Gavazzi, Gianluigi Vaccari, Angelo Zanetti, Angelo Bresciani, Osvaldo Scalvenzi, i fratelli Appiani e Tonino Montanari. Negli anni Ottanta che il Calvisano si afferma nel panorama rugbystico nazionale, conquistando salvezze esaltanti, e i suoi giocatori sono sempre più presenti nelle rappresentative nazionali: sono Sergio Appiani, che segue il fratello Claudio e Paolo Vaccari. Negli anni ’90 l’esplosione del Calvisano, che gioca nella massima categoria.
Nel 1998 la fusione con l'Amatori Rugby Milano (dando vita all'Amatori & Calvisano) porta importanti nomi come Marcello Cuttitta, il passaggio al professionismo e l'esordio nel 1999 in Europa, nella European Challenge Cup. Nella stagione 2000-2001 si centra la prima di sei finali scudetto consecutive: allo Stadio Renato Dall'Ara il Calvisano trascinato dal neo-acquisto Paul Griffen deve arrendersi ai rivali del Treviso.
La stagione successiva stesso copione, questa volta in finale ci fu il derby lombardo con Viadana. Al Battaglini hanno la meglio i mantovani.
Terza finale scudetto nel 2003: al Plebiscito di Padova Calvisano tenne il primo tempo, ma nella ripresa, ridotto in 14 dopo una contestata espulsione di Griffen, Treviso dilaga 34-12 e vince il suo decimo scudetto.
Nel 2003 scade il contratto che legava l'Amatori con il club bresciano e ritorna la classica denominazione Rugby Calvisano.
Nel 2004 quarta finale fotocopia dell'anno precedente, a Padova Calvisano battuto da Benetton Treviso. Ma nel 2005 finalmente arriva la soddisfazione del primo scudetto: il neozelandese Gerard Fraser mette a segno tutti i 25 punti che consentono ai gialloneri di battere finalmente i rivali trevigiani.
Durante la stagione 2009-2010 ha militato nel campionato di serie A2, dopo aver rinunciato a iscriversi alla massima categoria, il Super 10, per ragioni economiche. Al termine di questa stagione rinuncia alla promozione in serie A1, dove però è ripescata.
Nel campionato 2010-11 la squadra arriva prima nel proprio girone, perdendo solamente due incontri ed ottenendo la possibilità di disputare i play off. Vincendo in finale 19-0 con Firenze 1931 i giallo-neri si laureano Campioni d'Italia di Serie A e tornano nella massima serie dopo due anni di assenza.
Durante l'annata 2011-2012, battendo in finale la S.S. Lazio, Calvisano si è aggiudicato il Trofeo Eccellenza, torneo che ha preso il posto della Coppa Italia, e ha concluso la stagione regolare del campionato di Eccellenza al primo posto, guadagnando così il diritto di disputare i play-off scudetto.
Dal 19 maggio 2012 lo stadio di casa San Michele è stato denominato "Peroni Stadium", a seguito della firma del contratto di partnership che legherà i successivi anni la società bresciana con il famoso marchio di birra italiano.
Il 19 maggio 2012 conquista il terzo titolo della sua storia, sconfiggendo I Cavalieri per 27-22 in Toscana e 16-14 a Calvisano.
Il 31 maggio 2014 consegue il quarto scudetto, in seguito alla vittoria in finale contro il Rovigo, sconfitto 26-17 a Calvisano. L'anno successivo la finale si ripete a parti invertite: è ancora finale contro Rovigo, ma in Polesine. Allo stadio Battaglini di Rovigo, il Rugby Calvisano gioca in 14 dal 27' per l'espulsione del pilone Salvatore Costanzo, ma riesce comunque a raggiungere il quinto titolo imponendosi 10-11. Nella stessa stagione, conquista anche il Trofeo Eccellenza battendo Mogliano nella finale di Parma e si aggiudica il barrage per la Challenge Cup sconfiggendo, anche in quella occasione, il Rugby Rovigo Delta.
Nel maggio 2023 rinuncia all'iscrizione alla Top 10 e ripartendo dalla serie A, il secondo livello del rugby italiano.

## Cronistoria
| Cronistoria del Rugby Calvisano |
| --- |
| - 1970 · Nascita del Rugby Calvisano - 1970-71 · 6º girone A serie D - 1971-72 · 5º girone B serie D - 1972-73 · 5º girone B serie C - 1973-74 · 6º girone A serie C - 1974-75 · 4º girone B serie C - 1975-76 · 5º girone B serie C - 1976-77 · 1º girone B serie C (sconf. spareggio promozione) - 1977-78 · 1º girone B serie C promozione in serie B - 1978-79 · 3º girone A serie B - 1979-80 · 3º girone B promozione serie B - 1980-81 · 2º girone A promozione serie B - 1981-82 · 2º girone A promozione serie B promozione in serie A - 1982-83 · 1º poule salvezza serie A - 1983-84 · 5º poule salvezza serie A retrocessione in serie B - 1984-85 · 1º girone A promozione serie B promozione in serie A - 1985-86 · 2º poule salvezza serie A - 1986-87 · 11º serie A1 retrocessione in serie A2 - 1987-88 · 1º serie A2 promozione in serie A1 - 1988-89 · 7º serie A1 - 1989-90 · 9º serie A1 - 1990-91 · 11º serie A1 retrocessione in serie A2 - 1991-92 · 2º serie A2 promozione in serie A1 - 1992-93 · 11º serie A1 retrocessione in serie A2 - 1993-94 · 3º girone A promozione serie A2 - 1994-95 · 2º girone A promozione serie A2 promozione in serie A1 - 1995-96 · 9º serie A1 - 1996-97 · 4º serie A1 (sconf. semifinali play-off) - 1997-98 · 6º serie A1 - 1998 · Fusione delle prime squadre di Calvisano e Amatori Milano nell’Amatori & Calvisano Rugby con titolo sportivo del Calvisano - 1998-99 · 4º poule scudetto serie A1 (sconf. semifinali play-off) - 1999-2000 · 2º poule salvezza serie A1 - 2000-01 · 2º poule scudetto serie A1 (sconf. finale scudetto) - 2001-02 · 3º Super 10 (sconf. finale scudetto) - 2002-03 · 1º Super 10 (sconf. finale scudetto) - 2003 · Separazione dall’Amatori Milano e ritorno alla denominazione di Rugby Calvisano con mantenimento del titolo sportivo - 2003-04 · 2º Super 10 (sconf. finale scudetto) Coppa Italia (1º titolo) - 2004-05 · 3º Super 10 Campione d’Italia (1º titolo) - 2005-06 · 3º Super 10 (sconf. finale scudetto) Coppa Intercontinentale (1º titolo) - 2006-07 · 3º Super 10 (sconf. semifinali play-off) - 2007-08 · 1º Super 10 Campione d’Italia (2º titolo) - 2008-09 · 3º Super 10 (sconf. semifinali play-off) - 2009 · luglio: mancata iscrizione al Super 10, riassegnato alla serie A2 - 2009-10 · 2º serie A2 ripescaggio in serie A1 - 2010-11 · 1ª Serie A1 Campione d’Italia serie A promozione in Eccellenza - 2011-12 · 1° Eccellenza Trofeo Eccellenza (2º titolo) Campione d’Italia (3º titolo) - 2012-13 · 2° Eccellenza (sconf. semifinali play-off) - 2013-14 · 1° Eccellenza Campione d’Italia (4º titolo) - 2014-15 · 2° Eccellenza Trofeo Eccellenza (3º titolo) Campione d’Italia (5º titolo) - 2015-16 · 2° Eccellenza (sconf. finale scudetto) - 2016-17 · 1° Eccellenza Campione d’Italia (6º titolo) - 2017-18 · 2° Eccellenza (sconf. finale scudetto) - 2018-19 · 1° TOP12 Campione d’Italia (7º titolo) - 2019-20 · TOP12 - 2020-21 · 3° in TOP10 (sconf. semifinali play-off) - 2021-22 · 4° in TOP10 (sconf. semifinali play-off) - 2022-23 · 7° in TOP10 (annuncia la rinuncia all'iscrizione al campionato 2023-24) - 2023-24 · 7° girone 1 Serie A - 2024-25 · 1° girone 2 Serie A promozione in serie A1 |

## Colori e simboli
La prima maglia del Rugby Calvisano è stata gialla e nera, a strisce orizzontali, scelta, racconta la leggenda, perché era quella più economica.
Il simbolo del club è il guerriero longobardo, figura associata al popolo dei Longobardi che per secoli dominò la regione.

## Impianti
La casa del rugby a Calvisano è da sempre lo stadio San Michele. Inaugurato nel 1972 come impianto polisportivo comunale, ospita da allora le partite casalinghe del club. Passato negli anni attraverso varie ristrutturazioni, dal 2015 dispone di una capienza di 5 000 posti a sedere. Attualmente, per ragioni di sponsorizzazione, è noto come Pata Stadium.

## Allenatori e presidenti
- 1970-1980  ...
- 1980-1982  Robin Williams
- 1982-19xx  ...
- 19xx-1998  Franco Ascantini
- 1998-1999  Gianni Aquilani
- 1999-2002  Craig Green
- 2002-2004  Gilbert Doucet
- 2004-2006  Andrea Cavinato
- 2006-2009  Marc Delpoux
- 2009-2011  Dean McKinnel
- 2011-2013  Andrea Cavinato
- 2013-2015  Gianluca Guidi
- 2015-2020  Massimo Brunello
- 2020-2023  Gianluca Guidi

- 1970-1989  ...
- 1989-2000  Giuseppe Vigasio
- 2000-2001  Gianluigi Vaccari
- 2001-2005  Sandro Manzoni
- 2005-2010  Francesco Casali
- 2010-2014  Gianluigi Vaccari
- 2014-2019  Alessandro Vaccari
- 2019-2020  Angelo Zanetti
- 2020-  Francesco Casali

## Palmarès

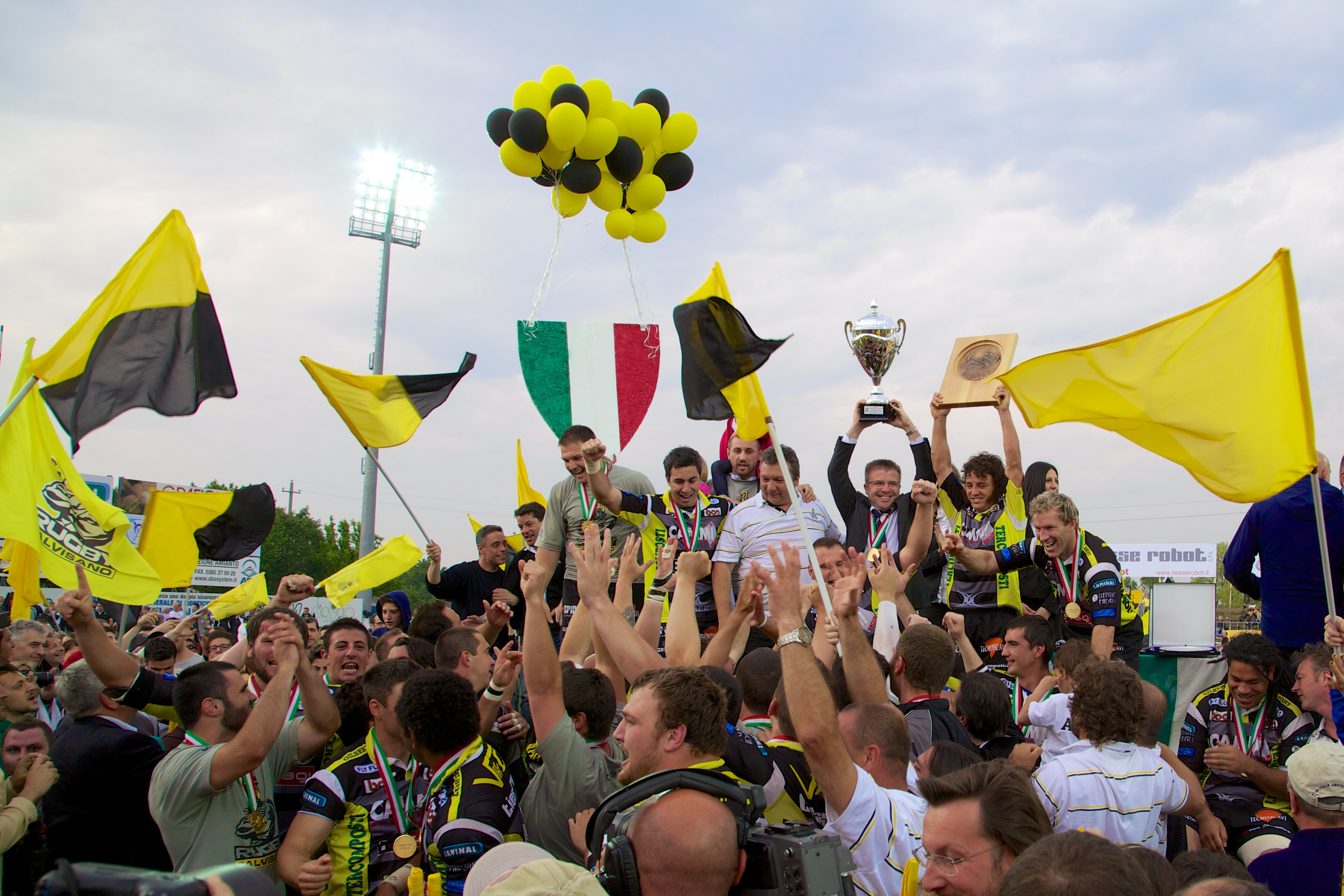
Calvisano in festa per lo scudetto 2011-12

### Competizioni nazionali
- Campionati italiani: 7
2004-05, 2007-08, 2011-12, 2013-14, 2014-15, 2016-17, 2018-19
- Coppe Italia: 3
2003-04, 2011-12, 2014-15
- Campionati di serie A: 1
2010-11

### Competizioni internazionali
- Coppe Intercontinentali: 1
2006

## Giocatori di rilievo
Di seguito elencati i giocatori di maggiore rilievo internazionale che hanno indossato la maglia del club giallo-nero. Quasi tutti i giocatori hanno preso parte ad almeno un'edizione della Coppa del Mondo di rugby o si sono aggiudicati un trofeo prestigioso da protagonisti. La nazionalità indicata è quella secondo le regole World Rugby, non necessariamente coincidente con la cittadinanza amministrativa.
- Johan Ackermann
- Claudio Appiani
- Shaun Berne
- Massimo Bonomi
- Warren Brosnihan
- Pablo Canavosio
- Tommaso Castello
- Martín Castrogiovanni
- Lorenzo Cittadini
- Salvatore Costanzo
- Giambattista Croci
- Marcello Cuttitta
- Massimo Cuttitta
- David Dal Maso
- Tommaso D'Apice
- Giampiero De Carli
- Andrea De Rossi
- Ben Evans
- Danilo Fischetti
- Gonzalo García

- Leonardo Ghiraldini
- Paul Griffen
- Paino Hehea
- Giorgio Intoppa
- Sekonaia Kalou
- Andrea Lovotti
- Roland de Marigny
- Nicola Mazzucato
- Maxime Mbanda
- Luke McLean
- Matteo Minozzi
- Alejandro Moreno
- Andrea Moretti
- Rod Moore
- Ludovico Nitoglia
- Milton Ngauamo
- Guglielmo Palazzani
- Gert Peens
- Aaron Persico
- Salvatore Perugini

- Matthew Phillips
- Shayne Philpott
- Tusi Pisi
- Marco Platania
- Matteo Pratichetti
- Massimo Ravazzolo
- Marco Riccioni
- Fabio Semenzato
- Antonio Spagnoli
- Marko Stanojevic
- Braam Steyn
- Florin Surugiu
- Paolo Vaccari
- Andrew Vilk
- Marcello Violi
- Florin Vlaicu
- Samuela Vunisa
- Maurizio Zaffiri
- Alessandro Zanni
- Giosuè Zilocchi